# 포토 CD

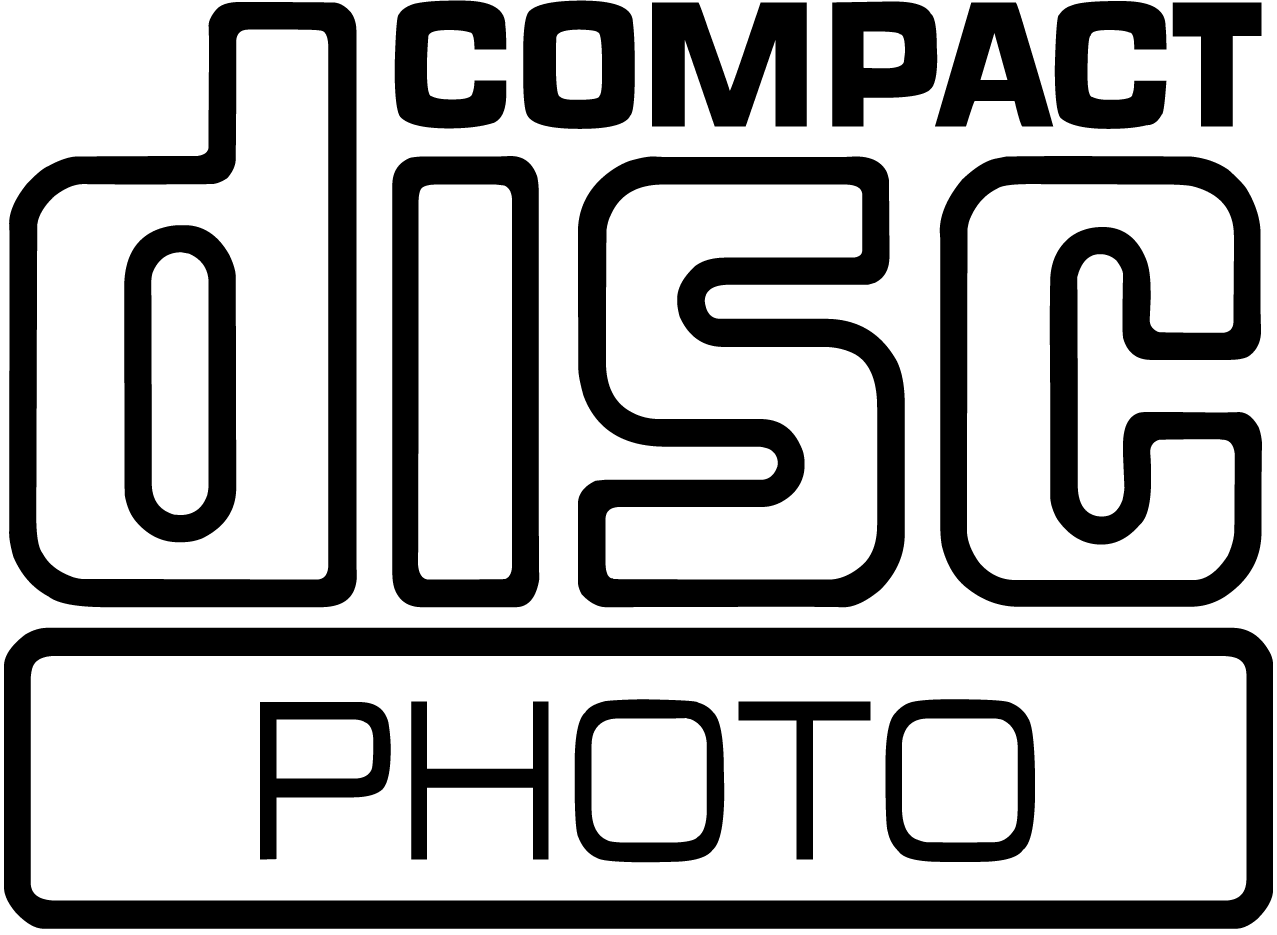
포토 CD 로고.

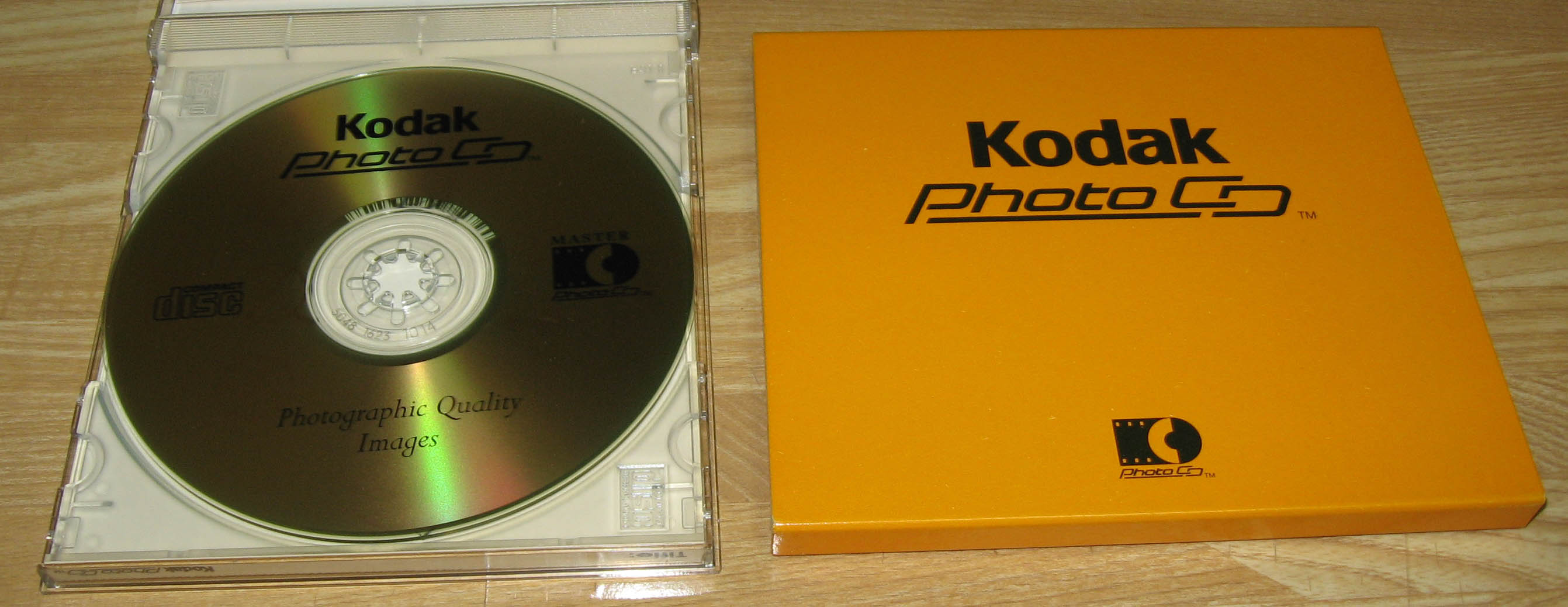
코닥 포토 CD와 패키지.

포토 CD(Photo CD)는 사진을 CD에 디지털화하고 저장하기 위해 코닥이 설계한 시스템의 하나이다. 1992년에 시작한 이 디스크들은 특수한 사유 인코딩을 사용하여 거의 100장의 고품질 이미지들, 스캔 프린트, 슬라이드들을 담을 수 있도록 설계되었다. 포토 CD는 베이지 북으로 설계되었으며 CD-ROM XA와 CD-i 브리지 사양도 준수한다. 이들은 CD-i 플레이어, 포토 CD 플레이어(예: 애플의 파워CD), 적절한 소프트웨어(예: 레이저소프트 이미징의 실버패스트 DC 또는 HDR)를 갖춘 컴퓨터에서 플레이하도록 설계되었다.
| 명칭    | 해상도      | 해상도 | 무압축 크기 | 계획된 일반적 용도                    |
| 명칭    | (px × px)   | (Mpx)  | (MB)        |                                       |
| ------- | ----------- | ------ | ----------- | ------------------------------------- |
| Base/16 | 128 × 192   | 0.025  | 0.07        | 미리 보기 (인덱스 프린트, 섬네일)     |
| Base/4  | 256 × 384   | 0.098  | 0.28        | 웹                                    |
| Base    | 512 × 768   | 0.393  | 1.13        | 컴퓨터 화면, TV, 웹                   |
| 4 Base  | 1024 × 1536 | 1.573  | 4.50        | HDTV 화면                             |
| 16 Base | 2048 × 3072 | 6.291  | 18.00       | 대략 20 x 30 cm까지의 인쇄물.         |
| 64 Base | 4096 × 6144 | 25.166 | 72.00       | 전문가용 인쇄물, 아카이브 (선택 사항) |

## 역사
포토 CD 시스템은 1990년에 코닥이 발표하였다.

## 이미지 포맷

### 압축
- 클래스 1 - 35mm film; 사진 하드 카피
- 클래스 2 - 최대 포맷 필름
- 클래스 3 - 텍스트 및 그래픽스, 고해상도
- 클래스 4 - 텍스트 및 그래픽스, 하이 다이내믹 레인지(HDR)

### 색 공간
- 컬러 네거티브(Color Negative)
- 유니버설 E-6
- 유니버설 K-14
- PCD 4050 E-6
- PCD 4050 K-14

## 포토 CD 이미지 변환

### 포토 CD 변환 소프트웨어
포토 CD 이미지 변환을 위한 옵션은 다음의 표에 나열되어 있다.
| 이름                                       | 플랫폼                 | 64Base 지원 | 하이라이트 교정 | 컬러 프로파일 | 메타데이터 추출 | 비용     |
| ------------------------------------------ | ---------------------- | ----------- | --------------- | ------------- | --------------- | -------- |
| hpcdtoppm                                  | Win, OS X, Linux, Unix | 예          | 아니오          | 아니오        | 아니오          | 무료     |
| ImageMagick                                | Win, OS X, Linux, Unix | 예          | 부분 지원       | 아니오        | 아니오          | 무료     |
| Picture Window                             | Win                    | 아니오      | 부분 지원       | 아니오        | 아니오          | $90      |
| ThumbsPlus 보관됨 2010-04-25 - 웨이백 머신 | Win                    | 아니오      | 부분 지원       | 아니오        | 아니오          | $79      |
| GraphicConverter                           | OS X                   | 예          | 아니오          | 부분 지원     | 아니오          | $39.95   |
| iPhoto                                     | OS X                   | 아니오      | 아니오          | 아니오        | 아니오          | $79/무료 |
| IrfanView                                  | Win                    | 아니오      | 부분 지원       | 아니오        | 아니오          | 무료     |
| pcdtojpeg                                  | Win, OS X, Linux, Unix | 예          | 예              | 아니오        | 예              | 무료     |
| Photoshop                                  | Win, Mac OS 9          | 예          | 예              | 예            | 아니오          | n/a      |
| pcdMagic                                   | OS X                   | 예          | 예              | 예            | 예              | $79      |
| pcdMagic for Windows                       | Win                    | 예          | 예              | 예            | 예              | $79      |
| SView5                                     | Win, Amiga, MorphOS    | 예          | 아니오          | 예 (기타)     | 예 (기타)       | 무료     |

## 같이 보기
- 픽처 CD